# 스테판 니콜리치
스테판 니콜리치(Stefan Nikolić, 1990년 4월 16일~ )은 몬테네그로의 축구 선수로, 과거 대한민국 인천 유나이티드 FC에서 뛰었던 공격수이다.